# A Rock and Roll Alternative
A Rock and Roll Alternative is het zesde muziekalbum van de Amerikaanse muziekgroep Atlanta Rhythm Section. Na eerder een klein succes te hebben gehad met Dog Days brak ARS met dit album door, mede doordat de van dit album afkomstige single de zevende plaats haalde in de Billboard Hot 100. De andere singles Georgia rhythm en Neon nites waren niet zo populair met respectievelijk een 68e en 42e plaats. Het album, dat opgenomen is in thuishaven Studio one, Doraville, Georgia haalde de elfde plaats in de albumlijsten. De stijl houdt het midden tussen southern rock en Adult Oriented Rock.
Hoe succesvol ook in de Verenigde Staten, in Nederland werd het album wel gedraaid op Hilversum 3, maar het haalde de albumlijst niet.

## Musici
- Ronnie Hammond – zang
- Barry Bailey, J.R. Cobb – gitaar
- Paul Goddard – basgitaar
- Dean Daughtry – toetsinstrumenten
- Robert Nix - slagwerk en zang

## Muziek
| Nr. | Titel                                    | Duur |
| --- | ---------------------------------------- | ---- |
| 1.  | Sky high (Buie, Nix, Daughtry, Hammond)  | 5:17 |
| 2.  | Hitch-hikers’ hero (Buie, Nix)           | 3:38 |
| 3.  | Don’t miss the message (Buie, Cobb, Nix) | 3:27 |
| 4.  | Georgia rhythm (Buie, Cobb, Nix)         | 4:52 |
| 5.  | So into you (Buie, Nix, Daughtry)        | 4:20 |
| 6.  | Outside woman blues (Blind Joe Reynolds) | 4:53 |
| 7.  | Everybody gotta go (Buie, Nix, Daughtry) | 4:10 |
| 8.  | Neon nites (Buie , Nix)                  | 3:57 |

Het album verscheen los op compact disc, maar ook samen met Third Annual Pipe Dream.